# Foreste sempreverdi del Taiheiyo
Le foreste sempreverdi del Taiheiyo sono un'ecoregione dell'ecozona paleartica, definita dal WWF (codice ecoregione: PA0440), che si estende attraverso il Giappone meridionale.

## Territorio
Taiheiyo è il nome con cui i giapponesi indicano l'oceano Pacifico. Questa ecoregione, infatti, ricopre una superficie di 138.300 km² che si estende lungo il versante delle isole di Honshū, Shikoku e Kyūshū che si affaccia su questo oceano. Le calde acque della corrente del Giappone apportano un clima temperato caldo di tipo subtropicale a questa ecoregione, che fornisce una lunga stagione di crescita per la vegetazione. Da giugno a settembre, i tifoni tropicali si abbattono sulla costa, portando temperature elevate e molte precipitazioni. In inverno, le temperature si abbassano e le precipitazioni diminuiscono, e spesso si creano condizioni ancora più rigide di quelle dei nevosi inverni del versante occidentale di Honshū. Foreste di alloro si sviluppano lungo la costa, cedendo il passo, nell'interno, a foreste di querce. Tutto il territorio è attraversato da fiumi e torrenti che scorrono verso il mare.

## Flora
Queste foreste sono costituite da un misto di specie originarie sia dell'Asia temperata che dell'Asia tropicale. Tra le specie di origine tropicale vi sono due specie del genere di conifere Podocarpus, due specie di Pittosporum, varie specie della famiglia delle Lauracee (Machilus, Neolitsea e Cinnamomum) e la cicadea Cycas revoluta. Tra gli alberi originari dell'Eurasia temperata figurano varie specie di querce sempreverdi e di Castanopsis.

## Fauna
Varie specie di salamandra vivono nelle foreste, nei fiumi e nei torrenti di questa ecoregione, tra cui ricordiamo la salamandra di Tokyo (Hynobius tokyoensis), la salamandra maculata (H. naevius), la salamandra color ambra (H. stejnegeri), la salamandra di Oita (H. dunni) e la salamandra dell'Odaigahara (H. boulengeri). Alcune di esse secernono tossine quando si sentono minacciate, in modo da trasformarsi in un pasto meno gustoso per i predatori. Questa ecoregione costituisce inoltre il terreno di nidificazione della rara nitticora del Giappone (Gorsachius goisagi). Quest'uccello notturno viene avvistato molto raramente, e preferisce trascorrere il giorno tra le chiome degli alberi. Un'altra specie in pericolo di estinzione, la pitta fatata (Pitta nympha), costruisce il suo nido di forma sferica nelle foreste sempreverdi di questa ecoregione. Se un intruso si avvicina, questo piccolo uccellino copre l'entrata del nido con foglie e rametti.

## Conservazione

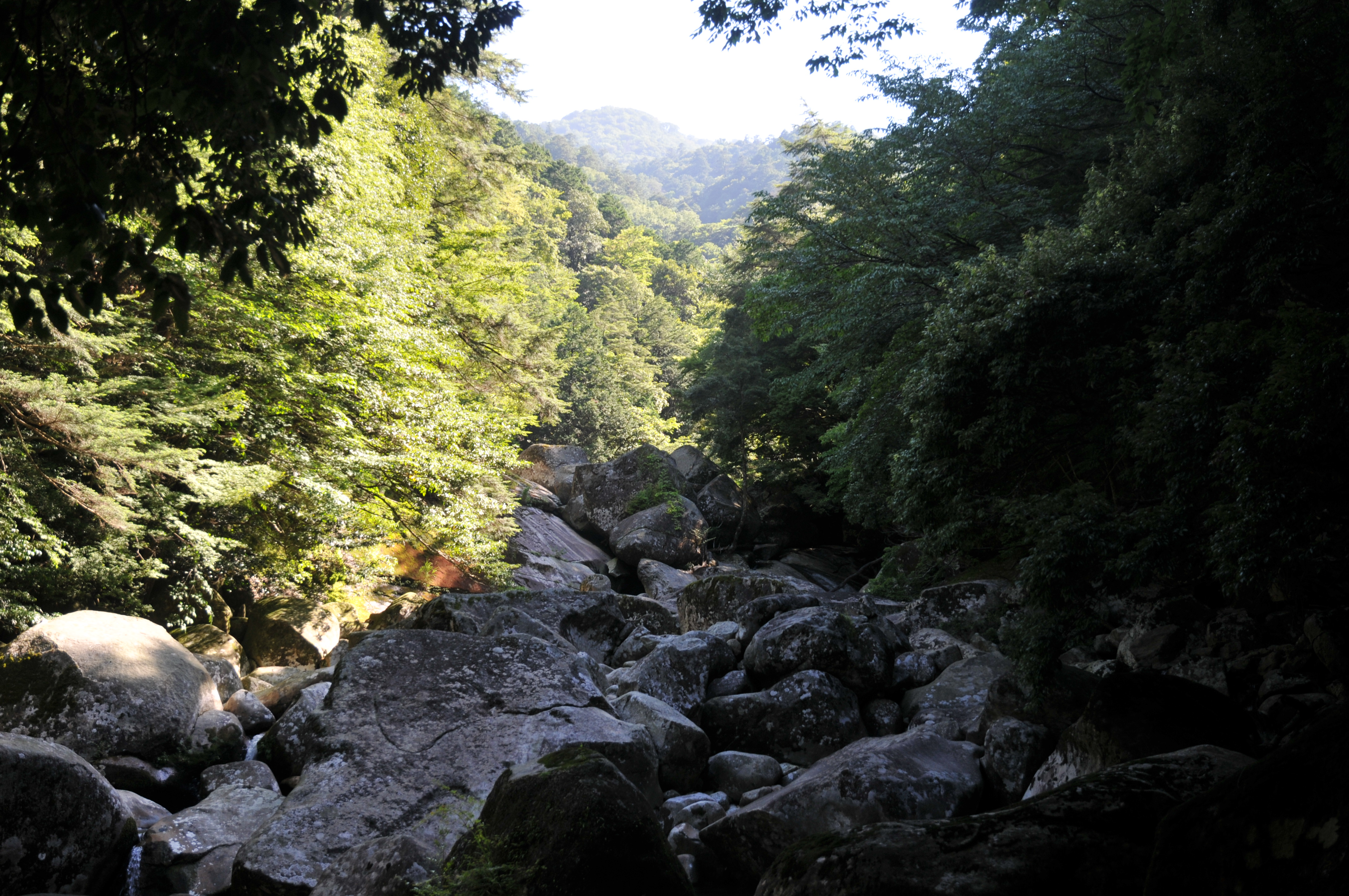
La gola di Nametoko nel parco nazionale di Ashizuri-Uwakai

Attraverso le pianure costiere e le colline di questa regione, le risaie si sviluppano rigogliose dove una volta crescevano foreste sempreverdi di latifoglie, a seguito dell'introduzione della coltura del riso in Giappone quasi 2000 anni fa. Il territorio di questa regione è stato quasi interamente urbanizzato o convertito all'agricoltura. Le aree urbane hanno pesantemente alterato il paesaggio. Le più grandi città del Giappone - tra cui Tokyo, Yokohama, Osaka e Nagoya, così come la cintura industriale del Pacifico - si trovano in questa regione. Specie introdotte di alberi ed erba competono con la vegetazione autoctona. Resti delle foreste originarie crescono in santuari attorno a templi e monasteri, sulle pendici delle montagne più ripide e inaccessibili, e nelle gole dei fiumi.